# Титмар (граф на Мерзебург)
Титмар I (на немски: Thietmar I, Thiatmar, Dietmar, Thiommar, Theti; Thietmar von Merseburg; Thietmar von der Ostmark; * ок. 855; † 1 юни 932 или 937) е саксонски граф (вероятно в Нордтюринггау и в Харцгау) и маркграф на Мерзебург, военен съветник (vir disciplinae militaris peritissmus) на херцога на Саксония, Хайнрих I Птицелов, бъдещият немски крал на Източното франкско кралство.
Той е най-възрастният син на граф Асиг (* ок. 820) и брат на Геро и Асиг (убит в битка през лятото 936 г.).
Титмар е от 886 г. възпитател и довереник на Хайнрих I Птицелов (* 876; † 936) и на първата му съпруга Хатебурга Мерзебургска (* ок. 876; † 21 юни сл. 909), която е негова племенница. Той е съветник на Хайнрих, поема за Лиудолфингите също военни и дипломатически задачи и е военачалник. Най-късно през 906 г. той получава чрез съпругата си части от графство Мерзебург. През 909 г. Титмар пътува в Херфорд, за да уреди втората женитба на Хайнрих I с Матилда (* ок. 896, † 968).

## Фамилия
Титмар се жени ок. 880 г. за Хилдегарда (* ок. 865), снаха на богатия граф Ервин фон Мерзебург (* ок. 840; † пр. 906), женен за нейната по-голяма сестра (майка на Хатебурга). Двамата имат децата:
- Хида († 970), омъжена за маркграф Христиан († 950) от гау Зеримунт
- Зигфрид I, граф на Мерзебург († 10 юли 937)
- Геро I (* 900, † 20 май 965), от 937 г. маркграф на Саксонската източна марка‎ (Марка Геро).